# Izoton
Izoton je označení dvojice různých atomů, které mají v jádru rozdílný počet protonů (rozdílné protonové číslo), ale stejný počet neutronů (stejné neutronové číslo). Například 12B a 13C jsou izotony, protože počet protonů v boru je 5 a v uhlíku 6, ale počet neutronů mají oba stejný: 7.